# تارب
تارب (به فرانسوی: Tarbes) شهری کوچک در جنوب غربی میدی-پیرنه فرانسه است. این شهر به راه‌آهن فرانسه متصل شده‌است و از جنوبی‌ترین شهرهای فرانسه نیز به‌شمار می‌آید.